# Feel (album Glenna Hughesa)
Feel – czwarty album studyjny brytyjskiego muzyka Glenna Hughesa. Wydawnictwo ukazało się 7 czerwca 1995 roku nakładem wytwórni muzycznej SPV GmbH/Steamhammer. Hughesa w nagraniach wsparli liczni muzycy w tym m.in. klawiszowcy Greg Phillinganes i Marc Hugenberger, perkusiści Matt Sorum i Gary Ferguson oraz gitarzyści George Nastos i Pat Thrall. Płyta została zarejestrowana w Media Vortex oraz Icebone Studios w Stanach Zjednoczonych. Miksowanie odbyło się w Devonshire Studios. Natomiast mastering został wykonany w Future Disc.

## Lista utworów
Opracowano na podstawie materiału źródłowego.
| Nr  | Tytuł utworu                        | Autorzy                                   | Długość |
| --- | ----------------------------------- | ----------------------------------------- | ------- |
| 1.  | „Big Time”                          | Glenn Hughes, Pat Thrall                  | 4:59    |
| 2.  | „Livin' For The Minute”             | Glenn Hughes, Bruce Gowdy                 | 5:26    |
| 3.  | „Does It Mean That Much To You?”    | Glenn Hughes                              | 5:42    |
| 4.  | „Save Me Tonight (I’ll Be Waiting)” | Glenn Hughes, Carmine Rojas, Chuck Kentis | 4:15    |
| 5.  | „Redline”                           | Glenn Hughes, Pat Thrall                  | 4:53    |
| 6.  | „Coffee & Vanilla”                  | Glenn Hughes, Carmine Rojas               | 5:59    |
| 7.  | „Push!”                             | Glenn Hughes                              | 4:56    |
| 8.  | „She Loves Your Money”              | Glenn Hughes, Bruce Gowdy, Guy Allison    | 4:38    |
| 9.  | „Speak Your Mind”                   | Glenn Hughes, Carmine Rojas               | 5:17    |
| 10. | „Talkin' To Messiah”                | Glenn Hughes, Bruce Gowdy                 | 4:38    |
| 11. | „Maybe Your Baby”                   | Stevie Wonder                             | 5:45    |
|     |                                     |                                           | 56:28   |

## Twórcy
Opracowano na podstawie materiału źródłowego.

- Glenn Hughes – gitara basowa, wokal prowadzący, produkcja muzyczna
- Bruce Gowdy – produkcja muzyczna, instrumenty klawiszowe, gitara elektryczna
- Pat Thrall – produkcja muzyczna, gitara elektryczna, gitara akustyczna
- George Nastos – gitara elektryczna
- Greg Phillinganes, Marc Hugenberger, Todd Hunter, Carmine Rojas – instrumenty klawiszowe
- Matt Sorum, Gary Ferguson – perkusja, instrumenty perkusyjne
- Pat Zicari – saksofon
- Tom Baker – mastering
- Dave Ahlert – inżynieria dźwięku, miksowanie
- Greg Cathcart – miksowanie
- Ray Kachatorian/William Hames, Inc. – oprawa graficzna
- William Hames – zdjęcia, oprawa graficzna